# Det bästa som hänt
Det bästa som hänt är ett samlingsalbum med låtar under 1990-1993 utgivet 1993 på Frituna av dansbandet Leif Bloms.

## Låtlista
1. Det bästa som hänt
2. Varför (lät jag dig gå)
3. Det finns ingenting att hämta
4. Om du ser i mina ögon
5. Ensam med DJ
6. Stopp stanna upp
7. Dej ska jag älska all min tid
8. Jag sjunger för dej
9. Tid att förstå
10. Nu och för alltid
11. En sommar så kort
12. När jag kysste lärarn